# Любимов, Владимир Александрович (актёр)
Владимир Александрович Любимов (4 [16] ноября 1897, Москва — 20 августа 1971, Москва) — российский и советский актёр театра и кино, народный артист РСФСР (1954).

## Биография
Владимир Александрович Любимов родился 4 (16) ноября 1897 года. Выступать на сцене начал в 1914 году в Сергеевском народном доме в Москве. Учился в драматической школе Московского показательного театра (1917—1919, ученик И. Н. Певцова и А. Г. Крамова). С 1922 года выступал в театрах Харькова, Горького, Баку и Тбилиси. В 1931—1941 годах работал в Московском театре Ленсовета (сейчас филиал Малого театра, сцена на Большой Ордынке), с 1941 года играл в Московском театре драмы (с 1954 года — театр им. Маяковского).
Умер в августе 1971 году. Похоронен на Ваганьковском кладбище (участок № 16).

### Семья
- Жена — актриса Руфина Алексеевна Любимова-Орелкина (1899—1968), в 1941—1957 годах играла в Московском театре драмы (с 1954 года — театр им. Маяковского). Похоронена рядом с мужем на Ваганьковском кладбище.

## Награды
- Заслуженный артист РСФСР (05.11.1947)
- Народный артист РСФСР (29.01.1954)

## Творчество

### Работы в театре
- 1954 — «Гамлет» (Шекспир) — Клавдий
- «Горе от ума» (А. С. Грибоедов) — Александр Андреевич Чацкий

### Фильмография
1. 1947 — Поезд идёт на восток — Никита Егорович, директор завода
2. 1948 — Суд чести — Кирилл Павлович Курчатов, заместитель министра здравоохранения
3. 1949 — Падение Берлина — Василевский, маршал Советского Союза
4. 1960 — Братья Ершовы
5. 1961 — В начале века — эпизод